# Унгени — Бельці
Бельці — Унгени — газопровід на північному заході Республіки Молдова.
У 1980-х роках через північ Молдови пройшов магістральний газопровід Ананьїв — Богородчани, від якого невдовзі проклали відгалуження діаметром 530 мм Олішкань — Кишинів. А в 2009 році завершили ще одне відгалуження довжиною 99 км та діаметром 250 мм від міста Бєльці до розташованих на кордоні з Румунією Унген, що дало змогу організувати поставки блакитного палива до більш ніж 140 сільських населених пунктів.
У 2014 році став до ладу інтерконектор діаметром 500 мм Ясси — Унгени, який надав можливість здійснювати імпорт із газотранспортної системи Румунії. Реверсований газопровід Унгені — Бельці при цьому міг би здійснювати рух ресурсу до північних районів країни, утім, його діаметр занадто малий, аби забезпечити достатній обсяг поставок. Як наслідок, у 2020-х роках планується прокласти нову нитку Унгени — Бельці діаметром 500 мм (при цьому столиця Молдови отримуватиме ресурс не кружним шляхом через існуючу інфраструктуру північної Молдови, а напряму по введеному у 2020 році газопроводу Унгени — Кишинів).
Великим споживачем блакитного палива, протранспортованого до Бєльців, може бути ТЕС Бельці.